# لويد غودريش
لويد غودريش (بالإنجليزية: Lloyd Goodrich)‏ هو مؤرخ أمريكي، ولد في 1897 في نيوجيرسي في الولايات المتحدة، وتوفي في 1987 في نيويورك في الولايات المتحدة.